# Conferencia de la mesa redonda
La Conferencia de mesa redonda (en neerlandés: Ronde Tafel Conferentie, en indonesio: Konferensi Meja Bundar) se celebró en La Haya del 23 de agosto al 2 de noviembre de 1949, entre representantes del Reino de los Países Bajos, la República de Indonesia y la BFO (Asamblea Consultiva Federal), en representación de varios estados que los holandeses habían creado en el archipiélago indonesio.
Antes de esta conferencia, se celebraron otras tres reuniones de alto nivel entre los Países Bajos e Indonesia: el Acuerdo de Linggadjati de 1947, el Acuerdo de Renville de 1948 y el Acuerdo Roem-Van Roijen de 1949. La conferencia finalizó con la cesión de soberanía a los Estados Unidos de Indonesia.

## Antecedentes
El 17 de agosto de 1945, el líder nacionalista indonesio Sukarno proclamó la independencia de Indonesia. Los neerlandeses, que habían sido expulsados en 1942 por los japoneses, vieron a los líderes indonesios como colaboradores de los japoneses y querían recuperar el control de su colonia. El conflicto entre los nacionalistas neerlandeses e indonesios se convirtió en una guerra de independencia a gran escala. A mediados de 1946, ambas partes estaban bajo presión internacional para negociar. Los holandeses favorecieron un estado federal de Indonesia y organizaron una conferencia en Malino (al suroeste de la isla de Sulawesi) en julio de 1946, que llevó al establecimiento de Indonesia Oriental.
Posteriormente se llevaron a cabo 3 importantes reuniones diplomáticas de alto nivel entre indonesios y holandeses:
- El acuerdo de Linggadjati, firmado el 15 de noviembre de 1946, por el cual la autoridad colonial holandesa accedía a reconocer el gobierno republicano sobre Java, Sumatra y Madura, y esa república se convertiría en un estado constituyente de unos Estados Unidos de Indonesia federales. El 28 de enero de 1949, el Consejo de Seguridad de las Naciones Unidas aprobó la Resolución 67, pidiendo el fin de la reciente Ofensiva militar holandesa contra las fuerzas republicanas en Indonesia y exigiendo la restauración del gobierno republicano. También instaba a la reanudación de las negociaciones para encontrar una solución pacífica entre ambas partes.[3][4]
- El acuerdo de Renville, firmado en el barco USS Renville el 17 de enero de 1948 con el cual se intentaron resolver algunos problemas que quedaron sin resolver con el tratado anterior, con el cual la República de Indonesia reconoció los beneficios territoriales de la autoridad colonial holandesa.
- El acuerdo Roem-van Roijen, firmado el 7 de mayo de 1949, que sancionó el alto el fuego entre las partes y se prepararon las condiciones preliminares para las negociaciones definitivas.[5]

El gobierno indonesio, en el exilio por más de seis meses, regresó a la capital temporal en Yogyakarta el 6 de julio de 1949. Para asegurar la posición de negociación entre la República y los delegados federales, en la segunda mitad de julio de 1949 y del 31 de julio al 2 de julio. En agosto, las Conferencias Interindonesas se llevaron a cabo en Yogyakarta entre todas las autoridades componentes de los futuros Estados Unidos de Indonesia. Los delegados acordaron los principios básicos y el esbozo para la constitución.
Tras los debates preliminares patrocinados por la Comisión de las Naciones Unidas para Indonesia en Yakarta, se decidió que la Conferencia de Mesa Redonda se celebraría en La Haya. 

## Negociaciones
Las negociaciones, que tuvieron lugar del 23 de agosto al 2 de noviembre de 1949, fueron asistidas por la Comisión de las Naciones Unidas para Indonesia. Las delegaciones de los Países Bajos, la República de Indonesia y el BFO llegaron a un acuerdo que resultó en una serie de documentos, consistentes en una Carta de Transferencia de Soberanía (con entrada en vigencia inmediata), un Estatuto de la Unión, un proyecto de constitución, un acuerdo económico y acuerdos sobre cuestiones sociales y militares.
La Unión Países Bajos-Indonesia tendría ningún poder: sería un órgano consultivo con una secretaría permanente, un tribunal de arbitraje para resolver cualquier disputa legal y un mínimo de dos conferencias ministeriales cada año. Sería encabezado por la reina holandesa en un papel totalmente simbólico.
Las delegaciones también llegaron a un acuerdo sobre el retiro de las tropas neerlandesas "en el plazo más corto posible", y para que los Estados Unidos de Indonesia otorguen el estatus de nación más favorecida a los Países Bajos. Además, no habría discriminación contra los nacionales o empresas neerlandesas y la República acordó asumir los acuerdos comerciales negociados por las Indias Orientales Neerlandesas. Sin embargo, las dos áreas principales de desacuerdo fueron las deudas de la administración colonial holandesa y el estatus de Nueva Guinea Occidental.

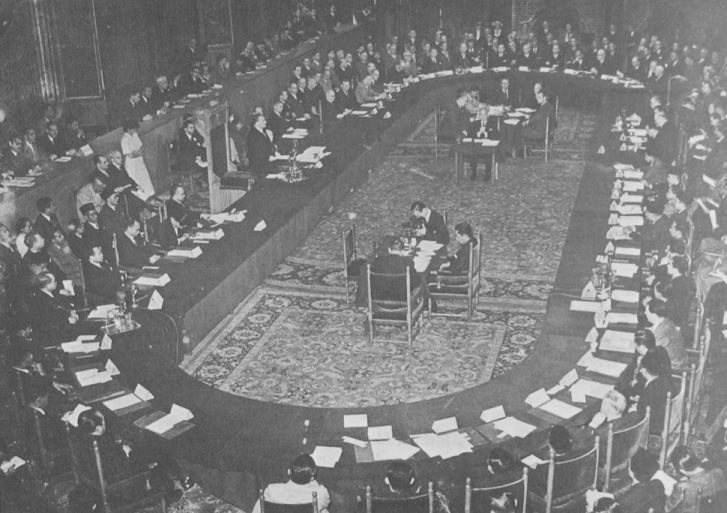
La conferencia en sesión

Las negociaciones sobre las deudas internas y externas de la administración colonial de las Indias Orientales Neerlandesas se prolongaron, y cada una de las partes presentó sus propios cálculos y discutió si los Estados Unidos de Indonesia debían ser responsables de las deudas contraídas por los neerlandeses después de su rendición a los japoneses en 1942. En particular, las delegaciones indonesias estaban indignadas por tener que cubrir lo que consideraban los costos de la acción militar neerlandesa en su contra. Finalmente, gracias a la intervención de la Comisión de Naciones Unidas sobre Indonesia, la parte indonesia se dio cuenta de que aceptar pagar una parte de la deuda neerlandesa sería el precio que tendrían que pagar por la transferencia de la soberanía. El 24 de octubre, las delegaciones indonesias acordaron que Indonesia se haría cargo de aproximadamente 4300 millones de florines de la deuda del gobierno de las Indias Orientales Neerlandesas.
El tema de la inclusión o no de Nueva Guinea Occidental casi dio como resultado que las conversaciones quedaran estancadas. Las delegaciones indonesias opinaron que Indonesia debería abarcar todo el territorio de las Indias Orientales Neerlandesas. Los neerlandeses se negaron a comprometerse, alegando que Nueva Guinea occidental no tenía vínculos étnicos con el resto del archipiélago. A pesar del apoyo de la opinión pública neerlandesa a la transferencia de Nueva Guinea Occidental a Indonesia, el gabinete neerlandés estaba preocupado por no poder ratificar el acuerdo en el parlamento si concediera este punto. Finalmente, en las primeras horas del 1° de noviembre de 1949 se llegó a un compromiso: el estatus de Nueva Guinea Occidental se determinaría a través de negociaciones entre los Estados Unidos de Indonesia y los Países Bajos dentro de un año de la transferencia de la soberanía. La conferencia se cerró oficialmente en el edificio del parlamento neerlandés el 2 de noviembre de 1949.

## Aprobación y acontecimientos posteriores
El parlamento neerlandés debatió el acuerdo, y las cámaras superior e inferior lo ratificaron el 21 de diciembre por la mayoría de dos tercios necesaria. A pesar de las críticas en particular al supuesto indonesio de la deuda del gobierno de los Países Bajos y al estatus no resuelto de Nueva Guinea Occidental, la legislatura indonesia, el Comité Nacional de Indonesia Central, ratificó el acuerdo el 14 de diciembre de 1949. La soberanía se transfirió a los Estados Unidos de Indonesia el 27 de diciembre de 1949.
El Acuerdo de La Haya aparentemente benefició a los neerlandeses, pero los nacionalistas indonesios estaban insatisfechos con algunos artículos del acuerdo, especialmente aquellos relacionados con la naturaleza del estado, el papel dominante de los estados neerlandeses autónomos, la deuda y el problema de Nueva Guinea Occidental. Los nacionalistas redactaron una constitución provisional en 1950 y establecieron Indonesia como un estado unitario. El conflicto entre los nacionalistas indonesios y los neerlandeses continuó, y el 21 de abril de 1956, el parlamento indonesio revocó el acuerdo.